# Трансакција
Трансакција је у трансакционој анализи, један од средишњих теоријских појмова који означава особену врсту комуникације, између најмање два појединца. Трансакција се састоји од једне вербалне или невербалне дражи која потиче од одређеног его-стања пошиљаоца и одговора из его-стања примаоца (нпр. размена Одрасли – Одрасли, Дете – Дете, Родитељ – Дете итд).